# Eva-Maria Schreiber

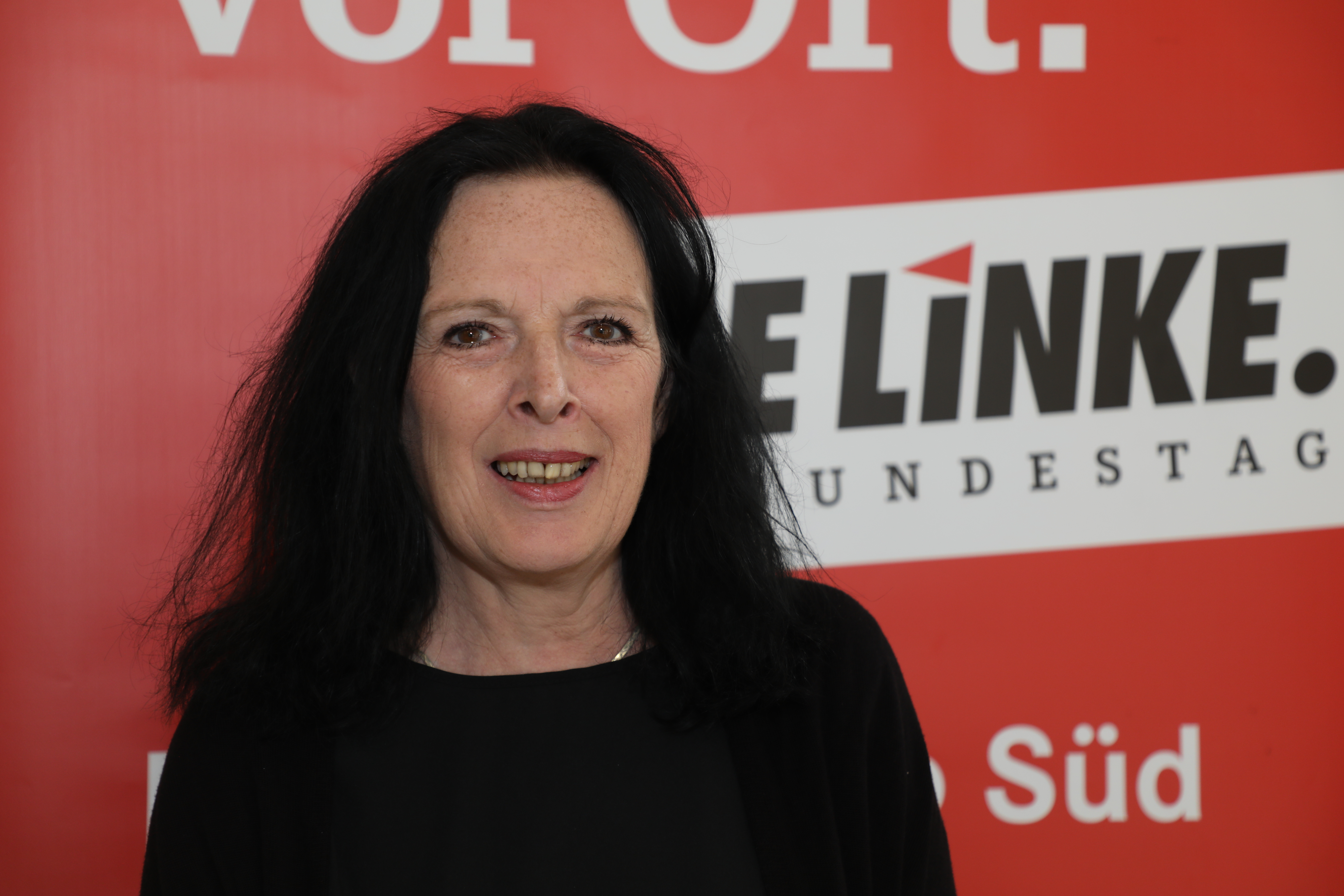
Eva-Maria Schreiber, 2019

Eva-Maria Elisabeth Schreiber (* 12. März 1958 in Köln; † 6. Juli 2023) war eine deutsche Politikerin (Die Linke) und Ethnologin. Sie war Abgeordnete im 19. Deutschen Bundestag.

## Biografie
Eva-Maria Schreiber absolvierte die Abiturprüfung 1977 und studierte Ethnologie, Interkulturelle Kommunikation und Religionswissenschaft mit dem Abschluss Magister. Außerdem hatte sie eine Ausbildung als Masseurin und medizinische Bademeisterin. Sie war als freie Dozentin im Bereich der Erwachsenenbildung tätig und lebte seit 1990 in München.
Sie starb 2023 im Alter von 65 Jahren.

## Partei und Politik
Schreiber engagierte sich seit 2010 in der Partei Die Linke. Sie war ab 2014 Kreissprecherin ihrer Partei in München und gehörte seit 2016 dem bayerischen Landesvorstand an. Bei der Bundestagswahl 2017 erhielt sie ein Mandat über die Landesliste ihrer Partei. Sie übernahm daraufhin das Wahlkreisbüro in Ingolstadt von Eva Bulling-Schröter, die nicht mehr für den Bundestag kandidiert hatte.
Im 19. Deutschen Bundestag war Schreiber ordentliches Mitglied und Obfrau des Ausschusses für wirtschaftliche Zusammenarbeit und Entwicklung. Zudem war Schreiber ordentliches Mitglied im Ausschuss für Umwelt, Naturschutz und nukleare Sicherheit. Sie gehörte darüber hinaus als stellvertretendes Mitglied dem Ausschuss für Gesundheit an. 2021 schied sie aus dem Bundestag aus.